# Dino De Laurentiis

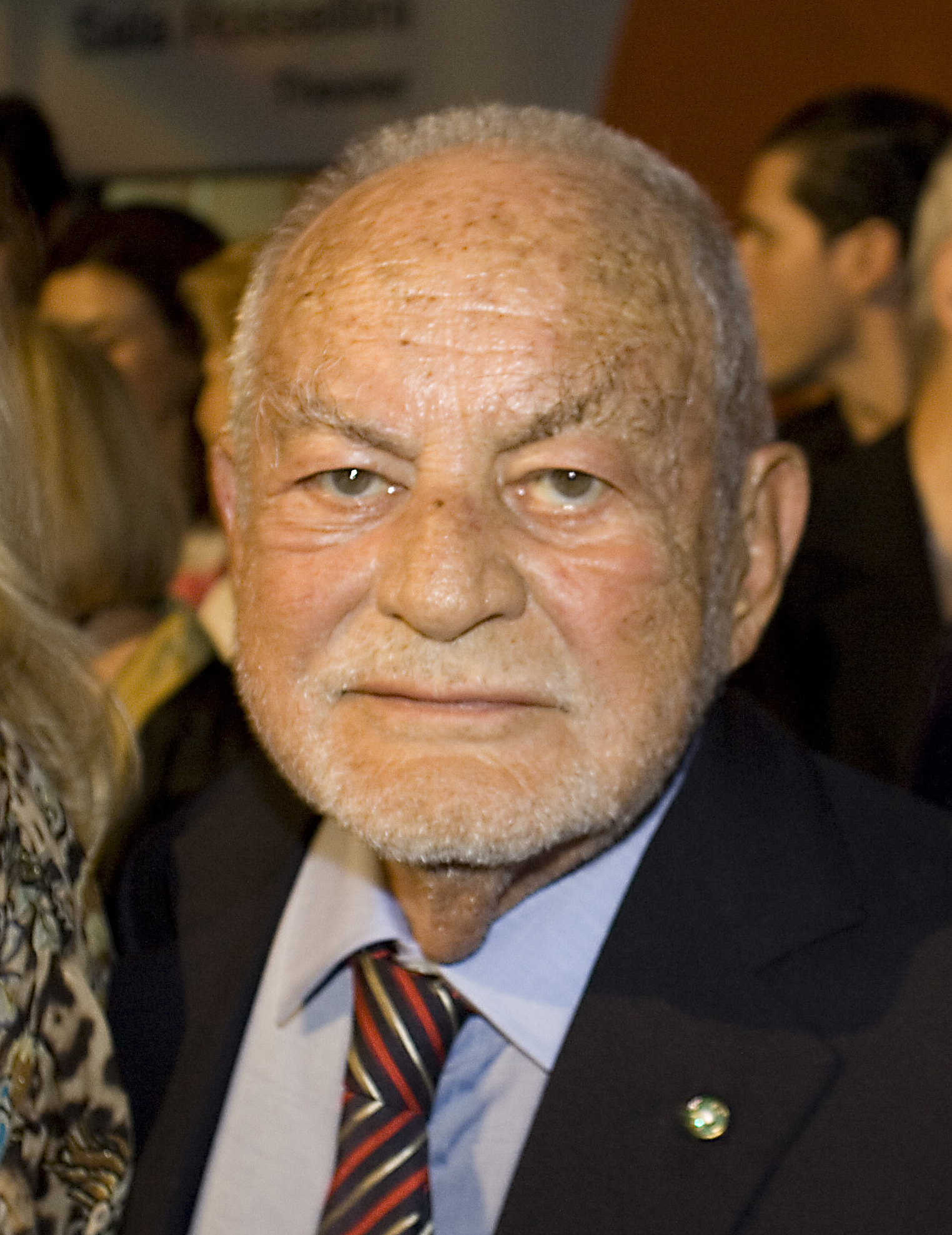
Dino De Laurentiis, 14. September 2009 in Los Angeles

Dino De Laurentiis (gebürtig: Agostino de Laurentiis; * 8. August 1919 in Torre Annunziata; † 10. November 2010 in Los Angeles, USA) war ein italienischer Filmproduzent. Er zählte zu den Produzenten, dessen Filme dem italienischen Kino in der Zeit nach dem Zweiten Weltkrieg internationale Aufmerksamkeit brachten; dabei arbeitete er mehrfach erfolgreich mit Federico Fellini. Ab Mitte der 1970er-Jahre produzierte er vorrangig Filme in Hollywood.

## Leben
Dino De Laurentiis wurde als Sohn eines Nudelherstellers in der Nähe von Neapel geboren. Bereits in seiner Jugendzeit wurde das Kino für ihn zu einer wichtigen Fantasiewelt. „Ich war schon immer in das Kino verliebt“, erinnerte er sich später. Mit 17 Jahren verließ er die Schule an seinem Heimatort und ging nach Rom, um dort an einer Filmhochschule zu studieren. Während dieser relativ kurzen Zeit nahm er jeden Job an, der etwas mit dem Kino zu tun hatte. Selbst als Schauspieler ließ er sich mehrfach engagieren. Bereits 1939 wurde er Filmproduzent, doch der Zweite Weltkrieg bremste ihn in seinem Drang, eine Filmkarriere einzuschlagen. Als Soldat der italienischen Armee musste er an die Front. Doch aus diesen Wirrnissen zurückgekehrt, gründete er 1946 seine eigene Produktionsfirma für Filme. Der erste Film, den er herstellte, war Bitterer Reis mit dem Regisseur Giuseppe De Santis (1917–1997) und mit der Schauspielerin Silvana Mangano (1930–1989) in der Hauptrolle. Er kam 1949 in die Kinos und war schicksalhaft für seine weitere Entwicklung. Denn der Film entpuppte sich als ein Klassiker des italienischen Neorealismus und De Laurentiis heiratete Silvana im Juli des gleichen Jahres.
Insgesamt war Dino De Laurentiis zweimal verheiratet. Seine erste Frau, bis zu ihrem Tod im Dezember 1989, war die Schauspielerin Silvana Mangano De Laurentiis. Aus der Ehe gingen vier Kinder hervor, drei Töchter und ein Sohn. Die älteste Tochter Veronica De Laurentiis (* 1950) ist heute Schauspielerin, Raffaella De Laurentiis (* 1954) wurde wie ihr Vater Filmproduzentin und Francesca De Laurentiis (* 1961) ist ebenfalls als Filmemacherin tätig. Der Sohn, Federico De Laurentiis, der ebenfalls als Filmproduzent tätig war, kam 1981, im Alter von 26 Jahren, bei einem Flugzeugabsturz ums Leben.
Im April 1990 heiratete Dino De Laurentiis zum zweiten Mal, die US-amerikanische Filmproduzentin Martha Schumacher. Mit ihr hatte er die beiden Töchter Carolyna De Laurentiis (* 1988) und Dina De Laurentiis (* 1990), die als Schauspielerinnen arbeiten.
Sein Neffe Aurelio De Laurentiis ist Filmproduzent und heute Präsident des Fußballclubs SSC Neapel.

## Werdegang
Nach diesem ersten Filmerfolg arbeitete Dino De Laurentiis in den 1950er Jahren sehr eng mit Carlo Ponti, dem erfolgreichsten italienischen Filmproduzenten, zusammen. Im Jahre 1952 brachten sie den Film Europa 1951 mit Ingrid Bergman auf die Leinwand. Danach produzierten sie mit Federico Fellini La Strada – Das Lied der Straße, der mit dem Oscar ausgezeichnet wurde. Darauf folgte 1954 das Epos Die Fahrt des Odysseus. Im Anschluss daran kam 1956 Krieg und Frieden mit starker internationaler Besetzung in die Kinos. Doch als er dann das Filmstudio Dinocitta gründete, riss der Erfolgsfaden ab. Das funktionierte nicht und er selbst erkannte, dass dieser Schritt ein Fehler war.
Daraufhin ging Dino De Laurentiis trotz schlechter Englischkenntnisse in die USA und fing fast nochmal von vorn an. Doch von den Schwierigkeiten der ersten Schritte ließ er sich nicht beirren. Die Erfolgsspur begann sich mit dem Polizeifilm Serpico 1973 wieder zu öffnen, mit Musik von Mikis Theodorakis und Al Pacino in der Hauptrolle. Es folgten von Sydney Pollack Die drei Tage des Condor 1975 mit Robert Redford und 1977 Das Schlangenei mit Ingmar Bergman als Regisseur und der Norwegerin Liv Ullmann als Schauspielerin. Als der ehemalige Bodybuilder und Schauspieler Arnold Schwarzenegger für den in Planung befindlichen Abenteuerfilm Conan der Barbar im Büro von Filmproduzent De Laurentiis zu einem ersten Vorstellungsgespräch erschien, spottete Schwarzenegger in Bezug auf den körperlich klein gewachsenen Dino De Laurentiis, wofür ein derart kleiner Mann einen solch riesigen Schreibtisch brauche, hinter dem Laurentiis saß. Daraufhin kritisierte De Laurentiis empört seinen Gesprächsgast wegen Schwarzeneggers österreichischem Akzent, der angeblich für einen amerikanischen Spielfilm wie Conan der Barbar untauglich sei, anschließend hielt Schwarzenegger dem Filmproduzenten vor, als italienischstämmiger Mensch selbst nur schlecht die englische Sprache zu beherrschen. Bei diesem turbulenten Vorstellungsgespräch, das lediglich eine Minute und 40 Sekunden dauerte, verwies Dino De Laurentiis wutentbrannt den forsch auftretenden Schauspieler des Büros. Trotz dieses ersten negativen Eindrucks erhielt Schwarzenegger dennoch mit Unterstützung des Regisseurs John Milius, der nicht bereit war, den Film ohne Schwarzenegger zu realisieren, die Hauptrolle. Bei den Dreharbeiten zum Film Conan der Barbar konnte Schwarzenegger schließlich mit seinem markanten Spiel den skeptischen Produzenten De Laurentiis doch noch tief beeindrucken und seine Anerkennung gewinnen. Als dann 1982 Conan der Barbar in die Kinos kam, war dieser Film der Start für eine von zahlreichen Erfolgen gesäumte filmische Karriere des Österreichers Arnold Schwarzenegger. Insgesamt sind es über 150 Filme geworden, die das Lebenswerk von Dino de Laurentiis ausmachen. Dafür wurde ihm 2001 der Irving-Thalberg-Award für sein Lebenswerk verliehen und das Filmfestival in Venedig ehrte ihn 2003 in besonderer Weise.
2004 gründete er als Joint Venture mit Cinecittà und der Sanam Holding die CLA Studios in Ouarzazate, Marokko.
Dino De Laurentiis verstarb 91-jährig am 10. November 2010 in Beverly Hills.

## Filmografie (Auswahl)

### Darsteller
- 1939: Alarm im Warenhaus (I grandi magazzini) – Regie: Mario Camerini
- 1940: Liebling der Frauen (Boccaccio) – Regie: Marcello Albani

### Aufnahmeleiter
- 1942: Malombra – Regie: Mario Soldati
- 1944: Zazà – Regie: Renato Castellani
- 1945: Le miserie del Signor Travet – Regie: Mario Soldati

### Produzent
- 1946: Schwarzer Adler (Aquila Nera)
- 1946: Der Bandit (Il bandito)
- 1947: Aufstand in Sibirien (La figlia del capitano)
- 1948: Straßenträumereien (Molti sogni per le strade)
- 1946: Der geheimnisvolle Chevalier (Il cavaliere misterioso)
- 1949: Bitterer Reis (Riso amaro)
- 1949: Der Wolf der Silaberge (Il lupo della Sila)
- 1950: Freiwild (Il brigante Musolino)
- 1951: Totò und der dritte Mann (Totò terzo uomo)
- 1951: Erotik (L'ultimo incontro)
- 1951: Räuber und Gendarm (Guardie e ladri)
- 1951: Anna
- 1952: Lucrezia die Rote Korsarin (Jolanda la figlia del corsaro nero)
- 1952: Mädchenhandel (La tratta delle bianche)
- 1952: Totò und die Frauen (Totò e le donne)
- 1952: Die drei Korsaren (I tre corsari)
- 1953: Die Sieben vom Großen Bären (I sette dell'Orsa maggiore)
- 1953: Untreue (Le infedeli)
- 1953: Die Wölfin von Kalabrien (La lupa)
- 1954: Wo ist die Freiheit? (Dov'è la libertà…?)
- 1954: Die verkaufte Unschuld (Miseria e nobiltà)
- 1954: La Strada – Das Lied der Straße (La Strada)
- 1954: Die freudlose Straße (La romana)
- 1954: Ein Amerikaner in Rom (Un americano a Roma)
- 1954: Attila, die Geißel Gottes (Attila)
- 1954: Die Fahrten des Odysseus (Ulisse)
- 1954: Das Gold von Neapel (L'oro di Napoli)
- 1954: Torpedomänner greifen an (Siluri umani)
- 1955: Vater, wir wollen heiraten (Ragazze d'oggi)
- 1956: Krieg und Frieden (War and Peace)
- 1957: Die Nächte der Cabiria (Le notti di Cabiria)
- 1958: Sturm im Osten (La tempesta)
- 1959: Man nannte es den großen Krieg (La grande guerra)
- 1960: Jovanka und die anderen (Jovanka e le altre)
- 1960: Unter zehn Flaggen (Sotto dieci bandiere)
- 1960: Der Weg zurück (Tutti a casa)
- 1960: Der Bucklige von Rom (Il gobbo)
- 1961: Das Jüngste Gericht findet nicht statt (Il giudizio universale)
- 1961: Die Leiche ist im falschen Koffer (Crimen)
- 1961: Barabbas (Barabbà)
- 1963: Amore in Stockholm (Il diavolo)
- 1964: Eine Leiche für die Dame (Cadavere per signora)
- 1965: Der Tiger parfümiert sich mit Dynamit (Le tigre se parfume à la dynamite)
- 1966: Kopfgeld: Ein Dollar (Navajo Joe)
- 1966: Die Bibel (The Bible: In the Beginning…)
- 1966: Unser Mann in Rio (Se tutte le donne del mondo)
- 1967: Der Fremde (Lo straniero)
- 1968: Die Banditen von Mailand (Banditi a Milano)
- 1968: Barbarella
- 1968: Gefahr: Diabolik! (Diabolik)
- 1968: Schlacht um Anzio (Lo sbarco di Anzio)
- 1969: Fräulein Doktor
- 1969: Der blauäugige Bandit (Barbagia (La società del malessere))
- 1969: Rufnummer Kopenhagen Sex Sex Sex (Il primo premio si chiama Irene)
- 1970: Der Einsame aus dem Westen (Sledge)
- 1970: Waterloo
- 1970: Die Höllenhunde (La spina dorsale del diavolo)
- 1972: Gewalt – die fünfte Macht im Staat (La violenza: quinto potere)
- 1972: Die schönste Soirée meines Lebens (La più bella serata della mia vita)
- 1973: Serpico
- 1973: Wilde Pferde (Valdez il mezzosangue)
- 1974: Ein Mann sieht rot (Death Wish)
- 1974: Die unglaubwürdigen Abenteuer der Italiener in Russland (Una matta, matta, matta corsa in Russia)
- 1974: Zwei Missionare (Porgi l’altra guancia)
- 1975: Die drei Tage des Condor (Three Days of the Condor)
- 1975: Mandingo
- 1976: Die Sklavenhölle der Mandingos (Drum)
- 1976: Eine Frau sieht rot (Lipstick)
- 1976: King Kong
- 1977: Der weiße Büffel (The White Buffalo)
- 1977: Orca, der Killerwal (Orca)
- 1977: Das Schlangenei gemeinsam mit Horst Wendland
- 1978: Das große Dings bei Brinks (The Brink’s Job)
- 1978: König der Zigeuner (King of the Gypsies)
- 1979: Der große Eisenbahnraub (The First Great Train Robbery)
- 1980: Flash Gordon
- 1981: Ragtime
- 1982: Conan der Barbar (Conan the Barbarian)
- 1983: Dead Zone – Der Attentäter
- 1984: Die Bounty (The Bounty)
- 1984: Der Wüstenplanet (Dune)
- 1984: Der Feuerteufel (Firestarter)
- 1985: Im Jahr des Drachen (Year of the Dragon)
- 1985: Katzenauge (Cat’s Eye)
- 1985: Werwolf von Tarker Mills (Silver Bullet)
- 1986: Rhea M – Es begann ohne Warnung (Maximum Overdrive)
- 1986: Der City Hai (Raw Deal)
- 1986: Blue Velvet
- 1986: King Kong lebt (King Kong Lives)
- 1986: Blutmond (Manhunter)
- 1990: 24 Stunden in seiner Gewalt (Desperate Hours)
- 1991: Manchmal kommen sie wieder (Sometimes They Come Back)
- 1992: Es war einmal ein Mord (Once Upon a Crime)
- 1992: Armee der Finsternis (Army of Darkness)
- 1993: Body of Evidence
- 1995: Assassins – Die Killer (Assassins)
- 1996: Unforgettable
- 1997: Breakdown
- 2000: U-571
- 2001: Hannibal
- 2002: Roter Drache (Red Dragon)
- 2007: Hannibal Rising – Wie alles begann (Hannibal Rising)
- 2007: Die letzte Legion (The Last Legion)
- 2007: Virgin Territory

## Auszeichnungen
De Laurentiis erhielt fünfmal den David di Donatello für seine Filme. Er erhielt den Preis für sein Lebenswerk bei den Internationalen Filmfestspielen in Venedig und 2000 den Irving G. Thalberg Memorial Award im Rahmen der Oscar-Verleihung. Außerdem gewann er als Produzent den Oscar für Federico Fellinis La Strada – Das Lied der Straße.